# Spirit in the Sky
A Spirit in the Sky (magyarul: Szellem az égen) a KEiiNO norvég együttes dala, mellyel Norvégiát képviselték a 2019-es Eurovíziós Dalfesztiválon Tel-Avivban.

## Eurovíziós Dalfesztivál
A dal a 2019. március 2-án rendezett norvég nemzeti döntőben, a Melodi Grand Prix-ben nyerte el az indulás jogát, ahol a nemzetközi zsűrik és a nézői szavazatok együttese alakították ki a végeredményt.
A dalt az Eurovíziós Dalfesztiválon először a május 16-i második elődöntőben adták elő, a fellépési sorrendben tizenötödikként, az albán Jonida Maliqi Ktheju tokës című dala után, és a holland Duncan Laurence Arcade című dala előtt. Innen 210 ponttal, a későbbi győztes Hollandia mögött a hetedik helyen jutottak tovább a döntőbe.
A május 18-i döntőben a fellépési sorrendben ismét tizenötödikként adták elő, a házigazdát képviselő Kobi Marimi Home című dala után és az brit Michael Rice Bigger than Us című dala előtt. A dal a döntő közvetítése során a szavazáson eredetileg a ötödik helyen végzett 338 ponttal. Azonban május 22-én a versenyt szervező Európai Műsorsugárzók Uniója (EBU) kiadott egy közleményt, miszerint a döntőben a Fehéroroszország által kiosztott zsűripontok hibásak voltak. Egy emberi mulasztás miatt az ország pontjait nem a lista első, hanem az utolsó tíz dalának osztották ki. A végső eredmények szerint 291 ponttal Norvégia nyerte meg a nézői szavazását. A norvég produkció a nemzetközi zsűrinél 40 ponttal a tizennyolcadik helyen végzett. Így végül összesen 331 pontot szerzett, hét ország (Ausztrália, Dánia, az Egyesült Királyság, Hollandia, Írország, Izland, Németország, Svédország) közönségétől begyűjtve a maximális 12 pontot. Ez a hatodik helyet jelentette a huszonhat fős mezőnyben. .

## Külső hivatkozások
- Dalszöveg
- A dal előadása a Melodi Grand Prix döntőjében. YouTube-videó, Eurovision Song Contest, 2019. március 9.
- A dal előadása az Eurovíziós Dalfesztivál második elődöntőjében. YouTube-videó, Eurovision Song Contest, 2019. május 16.
- A dal előadása az Eurovíziós Dalfesztivál döntőjében. YouTube-videó, Eurovision Song Contest, 2019. május 18.